# Marguerite Abouet

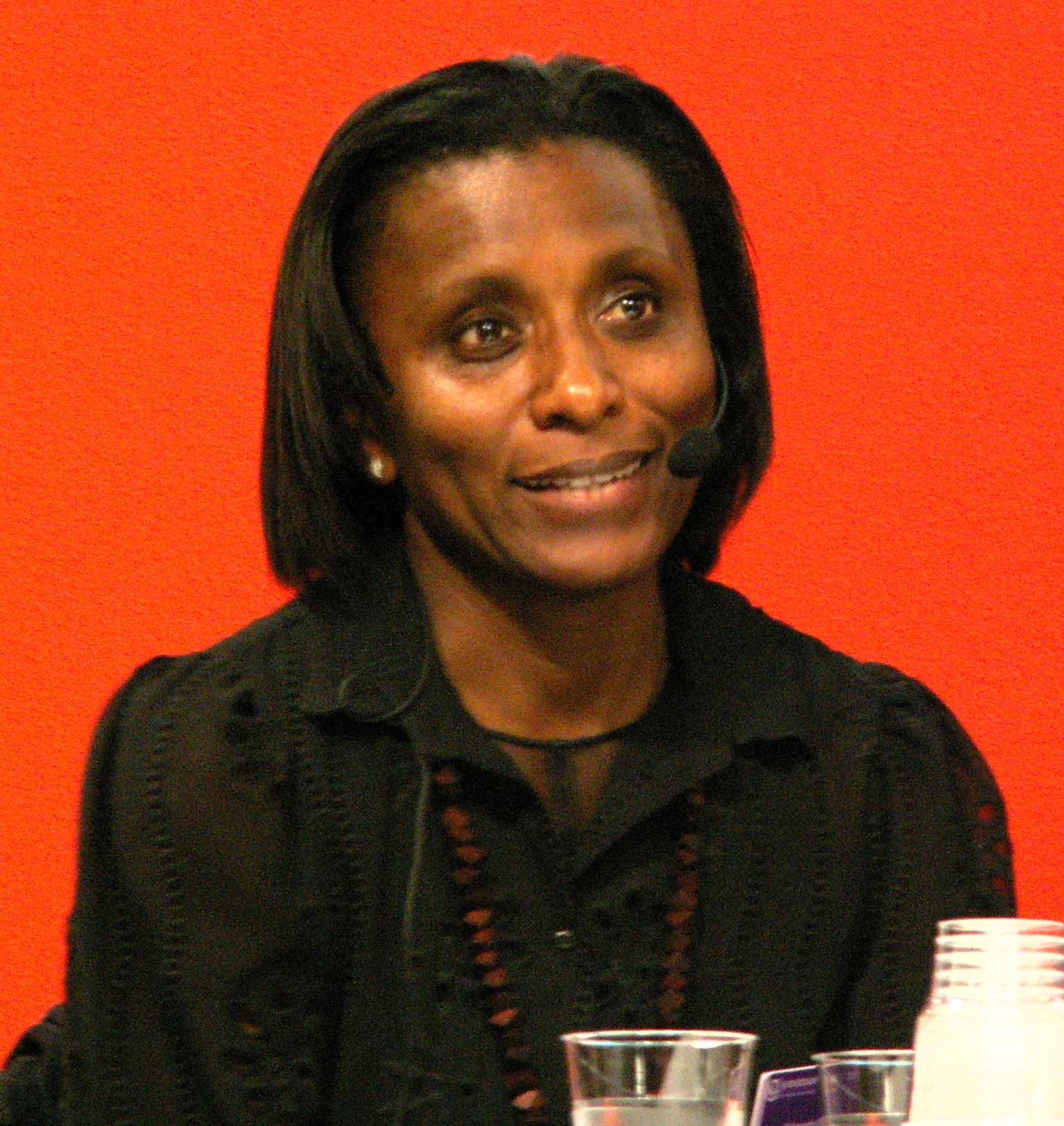
Marguerite Abouet (2018)

Marguerite Abouet, Geburtsname Patricia N’gbandjui, (* 1971 in Abidjan, Elfenbeinküste) ist eine französisch-ivorische Autorin von Comic-Romanen. Bekanntheit erlangte sie vor allem mit ihrer Comic-Roman-Reihe Aya aus Yopougon.

## Leben
Abouet wurde 1971 in Yopougon in Abidjan, Elfenbeinküste, geboren. Gemeinsam mit ihrem Bruder zog sie 1983 im Alter von 12 Jahren zu ihrem Großonkel nach Frankreich, wo die Familie zu fünft in einer Zwei-Zimmer-Wohnung lebte. Als sie 18 Jahre war, zog ihr Onkel zurück nach Afrika. Zunächst arbeitete Abouet als Kinder- und Altenbetreuerin, später als Rechtsanwaltsfachangestellte in Paris, während sie ihre erste Comic-Reihe Aya schrieb.
Sie ist mit dem Illustrator Clément Oubrerie verheiratet und hat einen Sohn. Ihr Ehemann illustrierte Aya. Derzeit lebt Abouet im Pariser Vorort Romainville. Dort leitet sie die Organisation Des Livres Pour Tous (übersetzt: Bücher für alle), die durch den Bau und die Unterhaltung von Bibliotheken die Alphabetisierung benachteiligter Kinder in Afrika unterstützt. Bisher wurden fünf Bibliotheken in der Elfenbeinküste gegründet.

## Wirken
Abouet veröffentlichte 2005 ihr erstes Werk Aya. Inspiriert wurde sie von Marjane Satrapi, der Autorin von Persepolis. Sie hatte den Wunsch, ein anderes Afrika zu zeigen als das in den Medien stereotyp negativ dargestellte Afrika. Das Werk wurde kritisiert, es stelle das Leben in Abidjan zu positiv dar und gehe zu wenig auf die Probleme des Landes ein. Die Autorin entgegnete dazu, sie wolle Afrika nicht auf Katastrophen, Krieg und Not reduzieren. Basierend auf der Geschichte erschien 2013 ein Animationsfilm in französischer Sprache, bei dem Abouet und ihr Ehemann Regie führten.
Obwohl Aya das Leben eines Teenager-Mädchen in Abidjan in den späten 1970er Jahren beschreibt, bestreitet Abouet, dass das Werk autobiografisch sei. Die Geschichte sei Fiktion, lediglich Ort und Charaktere würden so dargestellt, wie die Autorin sie kenne.
Aya wird besonders als erste Veröffentlichung einer Autorin als Erfolg angesehen. Es gewann 2006 den Preis für das beste Debüt beim Internationalen Comic-Festival von Angoulême und wurde in Frankreich über 200.000 Mal verkauft. Der kanadische Verlag Drawn & Quarterly vertrieb die englischsprachige Version in den Vereinigten Staaten. Es wurden mehr als 10.000 Exemplare gedruckt, eine bedeutende Zahl für einen ersten Comic in den USA. Abouet überzeugte ihren französischen Verlag, günstigere Taschenbuchausgaben des Comics in ihrer Heimat Elfenbeinküste zu verkaufen. Die Comic-Roman-Reihe wurde mehr als 350.000 Mal verkauft und in 15 Sprachen übersetzt.
Die Kinderserie Akissi schrieb Abouet aus der gleichen Motivation: Afrika wahrhaftig und nicht klischeebehaftet darzustellen. Ursprünglich war Akissi ihr erstes Projekt. Auf Wunsch von Thierry Laroche, dem Redaktionsleiter von Comics und Kinderliteratur beim Verlagshaus Gallimard, wurde Aya zuerst veröffentlicht. Im Gegensatz zu Aya basieren die Akissi-Geschichten auf Kindheitserinnerungen der Autorin.
Die Serie C'est la Vie (übersetzt: So ist das Leben) habe sie für das senegalesische Fernsehen geschrieben.

## Veröffentlichungen (Auswahl)
- Aya de Yopougon, Zeichnungen von Clément Oubrerie, Gallimard
  - Aya – Teil 1. Carlsen, Berlin 2006, ISBN 3-551-73711-8, S. 96 (französisch: Aya de Yopougon – Tome 1. 2005.).
  - Aya aus Yopougon – Teil 1. 1. Auflage. Reprodukt, Berlin 2022, ISBN 978-3-95640-338-5, S. 96 (französisch: Aya de Yopougon – Tome 1. 2005. Übersetzt von Kai Wilksen).
  - Aya – Teil 2. Carlsen, Berlin 2007, ISBN 978-3-551-73712-0, S. 106 (französisch: Aya de Yopougon – Tome 2. 2006.).
  - Aya aus Yopougon – Teil 2. 1. Auflage. Reprodukt, Berlin 2023, ISBN 978-3-95640-387-3, S. 106 (französisch: Aya de Yopougon  Tome 2. 2006. Übersetzt von Kai Wilksen).
  - Aya aus Yopougon  Teil 7. 1. Auflage. Reprodukt, Berlin 2023, ISBN 978-3-95640-371-2, S. 118 (französisch: Aya de Yopougon – Tome 7. 2022. Übersetzt von Ulrich Pröfrock).
- Akissi, Zeichnungen von Mathieu Sapin, Gallimard[8]
  - Akissi – auf die Katzen, fertig, los! 1. Auflage. Reprodukt, Berlin 2018, ISBN 978-3-95640-158-9, S. 86 (französisch: Attaque de chats. Übersetzt von Ulrich Pröfrock).
  - Zusammenstellung der Originalausgaben Band 3 und 4: Akissi – Vorsicht, fliegende Schafe! 1. Auflage. Reprodukt, Berlin 2019, ISBN 978-3-95640-205-0 (französisch: Vacances dangereuses und Rentrée musclée. Übersetzt von Ulrich Pröfrock).
  - Zusammenstellung der Originalausgaben Band 5 und 6: Akissi – magische Mixtur. 1. Auflage. Reprodukt, Berlin 2021, ISBN 978-3-95640-261-6 (französisch: Mixture magique und Sans amis. Übersetzt von Annette von der Weppen).
  - Zusammenstellung der Originalausgaben Band 7 und 8: Akissi – die Königin der Nervensägen. 1. Auflage. Reprodukt, Berlin 2022, ISBN 978-3-95640-351-4 (französisch: Faux départ und Mission pas possible. Übersetzt von Silvia Bannenberg).
- Bienvenue, Zeichnungen von Singeon, Gallimard[8]

## Preise und Auszeichnungen
- 2006: bestes Debüt beim Internationalen Comic-Festival von Angoulême[12]
- 2009: Glyph Comic Preis für Aya[13]
- 2013: Nominierung für den französischen Filmpreis César – Kategorie Bester Animations-Spielfilm für den Animationsfilm Aya de Yopougon[13]
- 2016: Ritter des französischen Verdienstordens Ordre des Arts et des Lettres[14]
- 2019: Rudolph-Dirks-Award: Beste Künstlerin  Afrika & Ozeanien – Szenario: für das Werk Akissi: Auf die Katzen, fertig, los![15]
- 2020: Rudolph Dirks Award: Beste Künstlerin – Afrika & Ozeanien – Szenario für das Werk Akissi  –Vorsicht, fliegende Schafe![16]
- 2023: Nominierung für den Astrid-Lindgren-Gedächtnis-Preis[17]
- 2023: Ritter des französischen Verdienstordens Ordre national du Mérite[1]